# Guinée française
Ne doit pas être confondu avec la Guyane "française" (French Guiana), ni avec le Guyana (ancienne Guyane anglaise).
1891–1958
Entités précédentes :
- Imamat du Fouta-Djalon
- Rivières du Sud

Entités suivantes :
- Côte d'Ivoire (colonie) (1893)
- Bénin (1893)
- Guinée

La Guinée française était une colonie de 1891 à 1946, puis un territoire d'outre-mer français en Afrique de l'Ouest. Elle faisait partie de la fédération coloniale de l’Afrique-Occidentale française.
Le territoire devint indépendant en 1958 en tant que république de Guinée.

## Statuts
Le décret du 17 décembre 1891 a transformé la colonie des « rivières du sud » en « Guinée française ». 
Le décret du 10 mars 1893 la démembre en trois colonies : Guinée française, Côte d'Ivoire et Bénin.
Il faudra attendre 1899 pour que ses frontières soient fixées. 
Elle faisait partie de l'Afrique-Occidentale française (AOF) à partir de 1904.
La Guinée française devient territoire d'outre-mer (TOM) à partir de la Constitution française du 27 octobre 1946.
Le pays se sépare de la France en 1958 à l'occasion de l'indépendance prônée par le président Ahmed Sékou Touré alors que les autres pays de l'AOF deviendront indépendants en 1960. Le général de Gaulle considèrera cela comme un affront et la nouvelle république de Guinée ne bénéficiera d'aucun investissement français, les institutions seront détruites par les fonctionnaires français avant de quitter le pays. Seule l'URSS apportera son aide au président Sékou Touré.

## Pacification et résistance
La colonisation se déroulait tranquillement sur les côtes ou au Fouta Djalon car ces régions étaient faciles d'accès soit par la mer soit par le fleuve Sénégal et le climat était plus supportable pour les colonisateurs 
Par contre, dans certaines régions, une résistance s'est élevée contre l'occupant. Des chefs tels que Mahmadou Lamine et Samory Touré vont se convertir à l'islam et essayeront de convertir les régions voisines. Ils harcèleront continuellement le colonisateur dans de durs combats.
Vers 1912, la pacification totale de la Guinée sera effective.

## L'éducation
Pendant la colonisation, très peu de Guinéens étaient scolarisés (moins de 12 %) et l'enseignement supérieur n'existait pas. 
Les étudiants devaient aller à Dakar au Sénégal pour avoir un enseignement de qualité.

## Développement économique
Dans le cadre de la politique de mise en valeur voulu parler l'administration coloniale, des routes ainsi que des voies ferroviaires et aéroportuaires sont développés dans le territoire pour l'exploitation des ressources naturelles évacuées à partir du Port de Conakry. D'où une forte syndicalisation qui s'est concrétisée par des mouvements de grèves de la part des ouvriers.
Elle devient un site d'extraction de bauxite. En 1921, Alcan, par sa filiale "Bauxites du midi", y prospecte. Bauxites du Midi, fondée en 1912 à Paris, a commencé des travaux d'exploitation sur l'île de Tamara en 1937, précédés d'une campagne de prospection en 1936-1937. En 1948 et 1950 la bauxite guinéenne des îles de Los est expédiée en petites quantités vers les alumineries Alcan du Saguenay-Lac-Saint-Jean au Québec, le site cessant son activité en novembre 1966 après l'indépendance.

## Soldats guinéens
Près de 36 000 soldats sont mobilisés pendant la Première Guerre mondiale et près de 18 000 pendant la Seconde
.